# Dorylus emeryi
Dorylus emeryi is een mierensoort uit de onderfamilie van de Dorylinae. De wetenschappelijke naam van de soort is voor het eerst geldig gepubliceerd in 1896 door Mayr.